# Joseph Pévenasse
Joseph Pévenasse, né le 10 octobre 1900 à Charleroi et mort après avril 1945, est un avocat nationaliste et collaborationniste belge pendant la Seconde Guerre mondiale. Il est également reconnu comme l'un des instigateurs des tueries de Courcelles, événement qui a mené à sa condamnation à mort par contumace.

## Biographie
Joseph François Pévenasse, né le 10 octobre 1900 à Charleroi, est le fils de Joseph François Pevenasse, négociant, et de Marie-Antoinette Heureux. Il était marié à Madeleine Hanique.
Docteur en droit, il s'inscrit comme avocat au barreau de Charleroi.
Au niveau politique, il se présente aux élections d'abord sur la liste catholique en 1926 puis sur la liste du parti nationaliste Rex aux élections de 1936. 

Lors de la Seconde Guerre mondiale, il s'engage résolument dans la politique de collaboration avec l'Allemagne qui a envahi le territoire belge lors de la campagne des dix-huit jours en en mai 1940. Entièrement inféodé au chef de Rex, Léon Degrelle, il est nommé le 21 février 1941, chef de Rex-Wallonie puis en mai, inspecteur fédéral des formations de combat. En avril 1941, il est suspendu pour six mois par le Conseil de discipline du barreau de Charleroi à la suite d'une altercation avec deux avocats au Palais de Justice de Charleroi et condamné à trois mois de prison avec sursis.

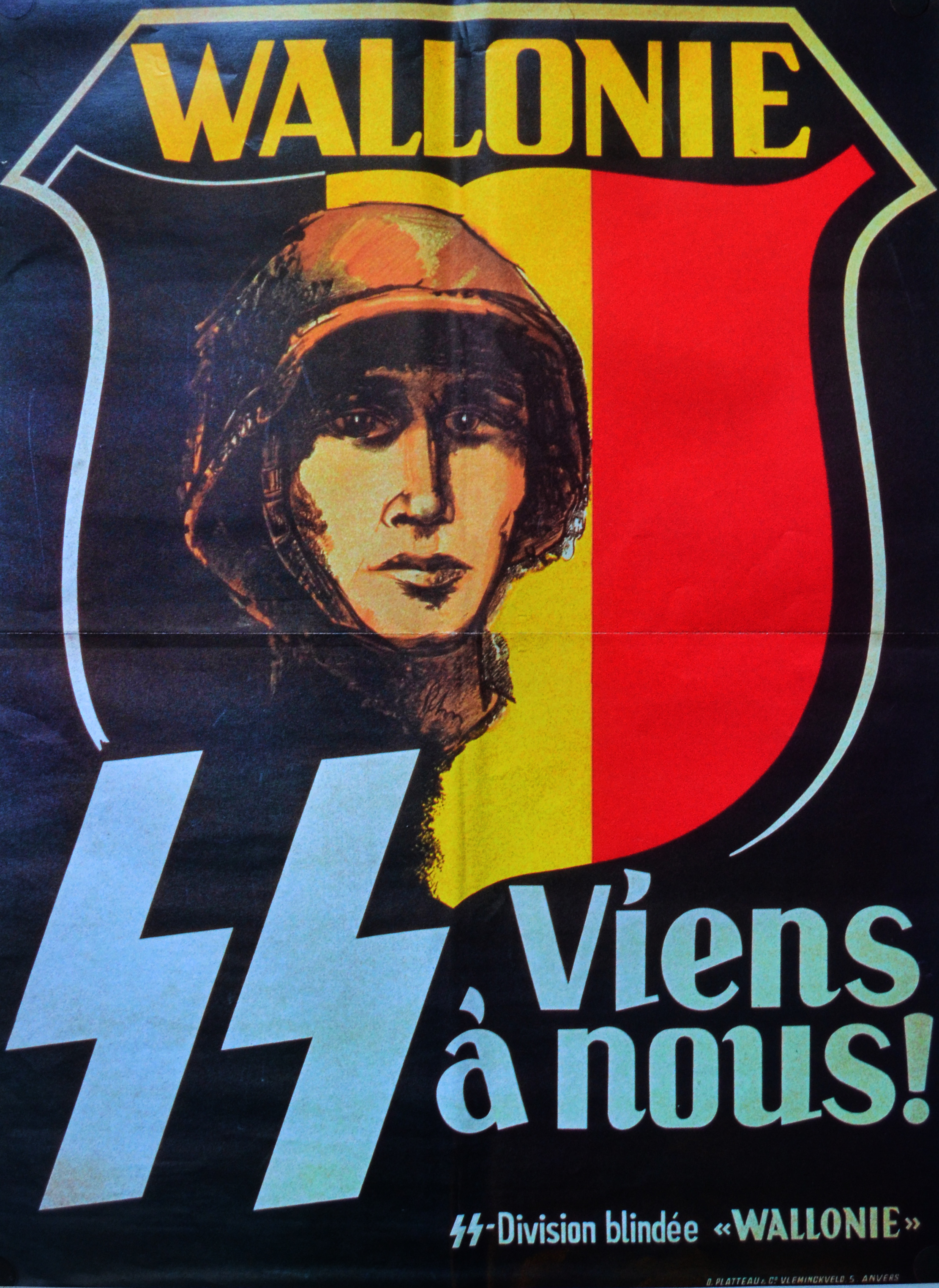
La "Légion Wallonie"

Á la fin de l'année 1941, il est nommé député permanent de la province du Hainaut par les instances collaborationnistes. En mars 1942, il s'engage dans la Légion Wallonie comme sous-officier. Il agit comme agent de recrutement dans les camps de prisonniers (Stalags) et de travailleurs belges en Allemagne. Il est démobilisé en mars 1943 et retourne en Belgique où il signe des articles propagandistes dans le Journal de Charleroi. Il est nommé inspecteur de la Milice rexiste (Formations de combat), chef de l'état-major des Formations B en 1944 qui participent aux opérations militaires ou de représailles contre le maquis de Ciney, la tuerie de Courcelles, etc. Dans le cas de la tuerie de Courcelles, il dirige l'expédition punitive qui aboutit à l'assassinat de 19 notables de la région de Charleroi. 
Réfugié en Allemagne après la libération de la Belgique, il est nommé officier de la Garde Wallonne et envoyé à l'Académie militaire pour officiers de Sophienwalde en Poméranie du 3 octobre 1944 au 20 décembre 1944.
Intégrant la SS (Schutzstaffel), il est nommé chef de bureau III (justice militaire) du SS-Freiwilligen Grenadier Regiment n°69 t'Serclaes de Tilly. En avril 1945, il fuit l'avance des britanniques à Lübeck, abandonne son uniforme allemand et disparaît définitivement.
Après la Seconde Guerre mondiale, il est condamné à mort par contumace en 1946 pour collaborationnisme ainsi que son épouse Madeleine Hanique.